# T.N.T. (album AC/DC)
T.N.T. è il secondo album in studio del gruppo musicale australiano AC/DC, pubblicato il 1º dicembre 1975 dalla Albert Productions.

## Descrizione
Il disco si compone di nove brani, tra cui il singolo It's a Long Way to the Top (If You Wanna Rock 'n' Roll) e una reinterpretazione di School Days di Chuck Berry.
Originariamente uscito per il solo mercato australiano, il 18 novembre 1997 la Atlantic Records ha distribuito l'album per quello statunitense.

## Tracce
1. It's a Long Way to the Top (If You Wanna Rock 'n' Roll) – 5:17 (Angus Young, Malcolm Young, Bon Scott)
2. Rock 'N' Roll Singer – 5:05 (Angus Young, Malcolm Young)
3. The Jack – 5:53 (Angus Young, Malcolm Young, Bon Scott)
4. Live Wire – 5:51 (Angus Young, Malcolm Young, Bon Scott)
5. T.N.T. – 3:36 (Angus Young, Malcolm Young, Bon Scott)
6. Rocker – 2:51 (Angus Young, Malcolm Young, Bon Scott)
7. Can I Sit Next to You Girl – 4:13 (Angus Young, Malcolm Young)
8. High Voltage – 4:04 (Angus Young, Malcolm Young, Bon Scott)
9. School Days – 5:24 (Chuck Berry)

## Formazione
- Bon Scott – voce, cornamusa (traccia 1)
- Angus Young – chitarra
- Malcolm Young – chitarra
- Mark Evans – basso
- Phil Rudd – batteria